# Magnus Gösta Mittag-Leffler
Magnus Gösta Mittag-Leffler (Estocolmo, 16 de março de 1846 — Djursholm, 7 de julho de 1927) foi um matemático sueco.
Sua área de atuação foi principalmente a análise matemática.

## Vida e obra
Seu nome de batismo era Magnus Gösta Leffler, mas com 20 anos de idade decidiu mudá-lo para Magnus Gösta Mittag-Leffler, por admiração à família de sua mãe. Ambas as famílias eram de origem alemã, que emigraram para a Suécia. Seu pai era diretor de um ginásio. Mittag-Leffler iniciou na juventude um aprendizado em seguros, mas decidiu estudar matemática a partir de 1865, matriculando-se na Universidade de Uppsala, financiando seus custos com aulas particulares. Doutorou-se em 1872, iniciando a lecionar em seguida, tendo de no entanto de passar três anos no estrangeiro, a fim de poder lecionar. Ele foi inicialmente para Paris, onde teve contato principalmente com Charles Hermite. Em 1875 seguiu para Berlim, onde foi discípulo de Karl Weierstrass. Em 1876, embora Weierstrass tenha lhe oferecido uma vaga para lecionar em Berlim, foi professor na Universidade de Helsinque, como sucessor de Lorenz Lindelöf, pai do famoso matemático Ernst Leonard Lindelöf. Em 1881 foi o primeiro professor de matemática da recém fundada Universidade de Estocolmo, casando no ano seguinte com Signe Mittag-Leffler, pertencente a uma rica família sueca de Helsinque.

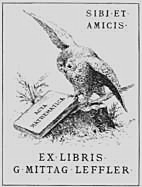
Ex libris de Mittag-Leffler.

Mittag-Leffler fundou em 1882 o periódico matemático Acta Mathematica, sendo coeditora a partir de 1884 Sofia Kovalevskaja. As publicações de Mittag-Leffler alavancaram o desenvolvimeno da escola escandinávia de matemática, o qual dedicou-se principalmente à análise e teoria das probabilidades. Mittag-Leffler foi antes de tudo um analítico, que inicialmente interessou-se pela teoria geral das funções, em especial com a relação entre variáveis dependentes e independentes. Seu teorema mais famoso é o Teorema de Mittag-Leffler, que ele publicou em 1884 no Acta Mathematica, e que generaliza a questão do Teorema da Fatorização de Weierstrass para funções inteiras, aplicando-o sobre funções meromorfas. O teorema assegura a existência de uma função meromorfa com partes principais preestabelecidas em polos em um conjunto discreto (pode ser infinito) de pontos no plano complexo. Uma generalização caracteriza funções meromorfas mediante seus polos, eros e uma função holomorfa. Na demonstração do teorema Mittag-Leffler utilizou a recém surgida e ainda polêmica teoria dos conjuntos de Georg Cantor, da qual foi um dos primeiros adeptos. Disto resultou que o famoso matemático berlinense Leopold Kronecker, que recusava veementemente a teoria de Cantor, jamais publicou um artigo no Acta Mathematica. De 1900 a 1905 ele investigou em uma série de artigos a continuação de séries de potência fora de seu raio de convergência, ou seja, a soma de séries divergentes.
Mittag-Leffler foi conhecido principalmente pelo seu papel na comunidade matemática internacional. Devido a seus estudos em Paris e Berlim logo após a Guerra franco-prussiana (1870 — 1871), conheceu o não-arrefecimento nacionalista em ambos os lados (o que no entanto pouco afetou matemáticos influentes como Charles Hermite e Karl Weierstrass). Com a fundação do Acta Mathematica em 1882 Mittag-Leffler criou uma publicação na qual foi possível a comunicação sem fronteiras nacionais. Logo no início Georg Cantor e Henri Poincaré lá publicaram muitos de seus mais importantes artigos. Inicialmente a revista foi financiada com os rendimentos de sua mulher. Além disso demonstrou, como constatado por Godfrey Harold Hardy em seu necrológio, um sentido infalível para a qualidade dos artigos submetidos, durante mais de 45 anos como editor.
Mittag-Leffler foi um matemático representativo não apenas na Suécia, mas internacionalmente. Legou em 1916 sua moradia em Djursholm, no subúrbio de Estocolmo, com uma das então melhores bibliotecas de matemática existentes, à Academia de Ciências da Suécia. Desta resultou o atual Instituto Mittag-Leffler, um centro escandinavo de pesquisas sobre matemática, que além da Suécia é também financiado pela Dinamarca e Noruega. Deve-se à influência de Mittag-Leffler o fato de a aluna de Weierstrass, Sofia Kovalevskaja, que a seu convite estabeleceu-se na Suécia, tenha sido lá professora.
Mittag-Leffler foi membro honorário de diversas academias científicas, entre outras foi em 1896 Membro da Royal Society.
Foi palestrante plenário do Congresso Internacional de Matemáticos em Paris (1900) e Roma (1908), e palestrante convidado do Congresso Internacional de Matemáticos em Heidelberg (1904: Sur une classe de fonctions entières).

## Polêmica
Antigamente foi ocasionalmente afirmado que Alfred Nobel não teria instituído um Prêmio Nobel de Matemática por temer, devido a uma questão de animosidade pessoal, que Mittag-Leffler seria então premiado, devido a sua atuação de destaque. No entanto, o que aconteceu realmente é que simplesmente a matemática não estava na alçada de interesse de Nobel, conforme Lars Hörmander e Lars Gårding defendem. Como certa compensação o prêmio equivalente é a Medalha Fields e mais recentemente o Prêmio Abel.

## Família
A escritora Anne Charlotte Leffler era sua irmã.

## Função de Mittag-Leffler
Uma das funções mais importantes para o cálculo fracionário é a função de Mittag-Leffler, considerada por muitos matemáticos como a "Rainha das Funções do Cálculo Fracionário", sendo esta uma função complexa que depende de um parâmetro complexo e pode ser vista uma generalização fracionária da função exponencial.